# Mathieu de Nanterre
Mathieu de Nanterre, mort en juin ou juillet 1487. Conseiller au parlement de Paris en 1438, il devient prévôt des marchands de Paris en 1456 et est élu premier président du Parlement de Paris le 26 décembre 1461. Rétrogradé troisième président, il est destitué le 18 décembre 1465, car Louis XI lui a préféré Jean Dauvet, et exilé au parlement de Toulouse en 1465, dont il est établi premier président. Ayant été rappelé par le roi Louis XI, il exerce la charge de second président, jusqu'à sa mort en 1487
Il est le fils de Simon de Nanterre, chevalier, général des Aides et président à mortier au parlement de Paris, et de Pernelle Quentin. Il épouse Guillemette Le Clerc, fille de Jean et de Marguerite de Nully.

## Source
- Alfred Daffry de la Monnoye, Les jetons de l'échevinage parisien : documents pour servir à une histoire métallique du bureau de la ville et de diverses institutions parisiennes, 1878
- François Bonnardot, Alexandre Tuetey, Paul Guérin, Léon Le Grand, Registres des délibérations du bureau de la ville de Paris: 1539-1552. Texte édité et annoté par P. Guérin, 1883